# باول دي فيليبو
باول دي فيليبو (بالإنجليزية: Paul Di Filippo)‏‏ (29 أكتوبر 1954 في رود آيلاند - ) روائي، وصحفي، وكاتب خيال علمي من الولايات المتحدة.